# Priori Incantatem
Priori Incantatem is een fenomeen dat voorkomt in de zevendelige Harry Potterboekenserie van J.K. Rowling.
De term werd als eerste in boek 4 genoemd. Het is een zeldzaam fenomeen dat optreedt wanneer twee toverstokken, waarvan de kernen hetzelfde zijn, het tegen elkaar opnemen.

Als dat gebeurt, werken de toverstokken niet goed, maar als de twee tovenaars toch de confrontatie met elkaar aangaan, ontstaat er een felle gouden lijn die de twee toverstokken met elkaar verbindt. De twee toverstokken gaan dan de strijd met elkaar aan, gedreven door de eigenaar van de stokken. Zodra een toverstok heeft verloren, ontstaat Priori Incantatem. De winnende toverstok dwingt dan de andere toverstok om alle spreuken te laten zien, in omgekeerde volgorde. Dus eerst de laatste toverspreuk, dan die ervoor, enz. Dit effect blijft totdat een van de toverstokken weggedraaid wordt, en de verbinding daardoor verbreekt.

## Priori Incantatem in het verhaal
Al in het eerste boek bleek dat de toverstok van Harry eenzelfde kern heeft als de stok van Heer Voldemort. Beiden bevatten ze een staartveer van Felix de feniks. Aan het einde van het vierde boek probeerde Heer Voldemort Harry Potter te vermoorden. Op het moment dat Heer Voldemort "Avada Kedavra" (de vloek des doods)  riep, riep Harry Potter "Expelliarmus" (de ontwapeningsspreuk). Op het moment dat beide spreuken elkaar raakten trad Priori Incantatem op.
Door dit omgekeerde-spreuk-effect kregen we Voldemorts spreuken in omgekeerde volgorde te zien. Als eerste een zilveren hand, die hij kort daarvoor aan Peter Pippeling had gegeven. Maar daarna kwamen de geesten tevoorschijn van de mensen die hij had vermoord. Carlo Kannewasser (een leerling van Zweinstein), Frank Braam (een Dreuzel), Berta Kriel (een Heks van het Ministerie van Toverkunst), en daarna Harry's ouders: Lily en James Potter. Zij hebben hem geholpen om aan Heer Voldemort en zijn Dooddoeners te ontsnappen.
De spreuk die hier op lijkt, prior incantato, is de spreuk die gebruikt wordt door Barto Krenck in het begin van het boek om te bepalen wie het Duistere Teken opgeroepen heeft.